# Caça en batuda de dofins
La caça en batuda de dofins és un mètode de pesca utilitzat en aigües poc profundes per caçar dofins i, de vegades, altres cetacis petits.
Consisteix a emetre forts sons submarins des de vaixells a fi de crear un mur de so que espanta i desorienta els cetacis. Els vaixells es van acostant a terra a poc a poc i el mur de so empeny els cetacis cap a una badia o una platja. A més dels vaixells, es fan servir xarxes per fer anar els cetacis cap a la costa, on poden ser caçats fàcilment amb arpons o capturats vius per bussos. El principal país que utilitza aquest estil de pesca és el Japó (fonamentalment a la badia de Taiji), però Salomó, les illes Fèroe i el Perú també ho fan.
A Taiji, els pescadors cacen centenars de dofins cada any, una vintena dels quals són capturats vivents i revenuts a delfinaris i aquaris gestionats per l'Associació Japonesa de Zoos i Aquaris. El 2015, l'Associació Mundial de Zoos i Aquaris suspengué l'associació japonesa per haver rebutjat la seva recomanació d'imposar una moratòria de dos anys sobre els dofins atrapats a Taiji.